# Rue Serret
La rue Serret est une rue du 15e arrondissement de Paris.

## Situation et accès
C'est une très courte rue, comptant 8 numéros d'habitation style Haussman.

## Origine du nom

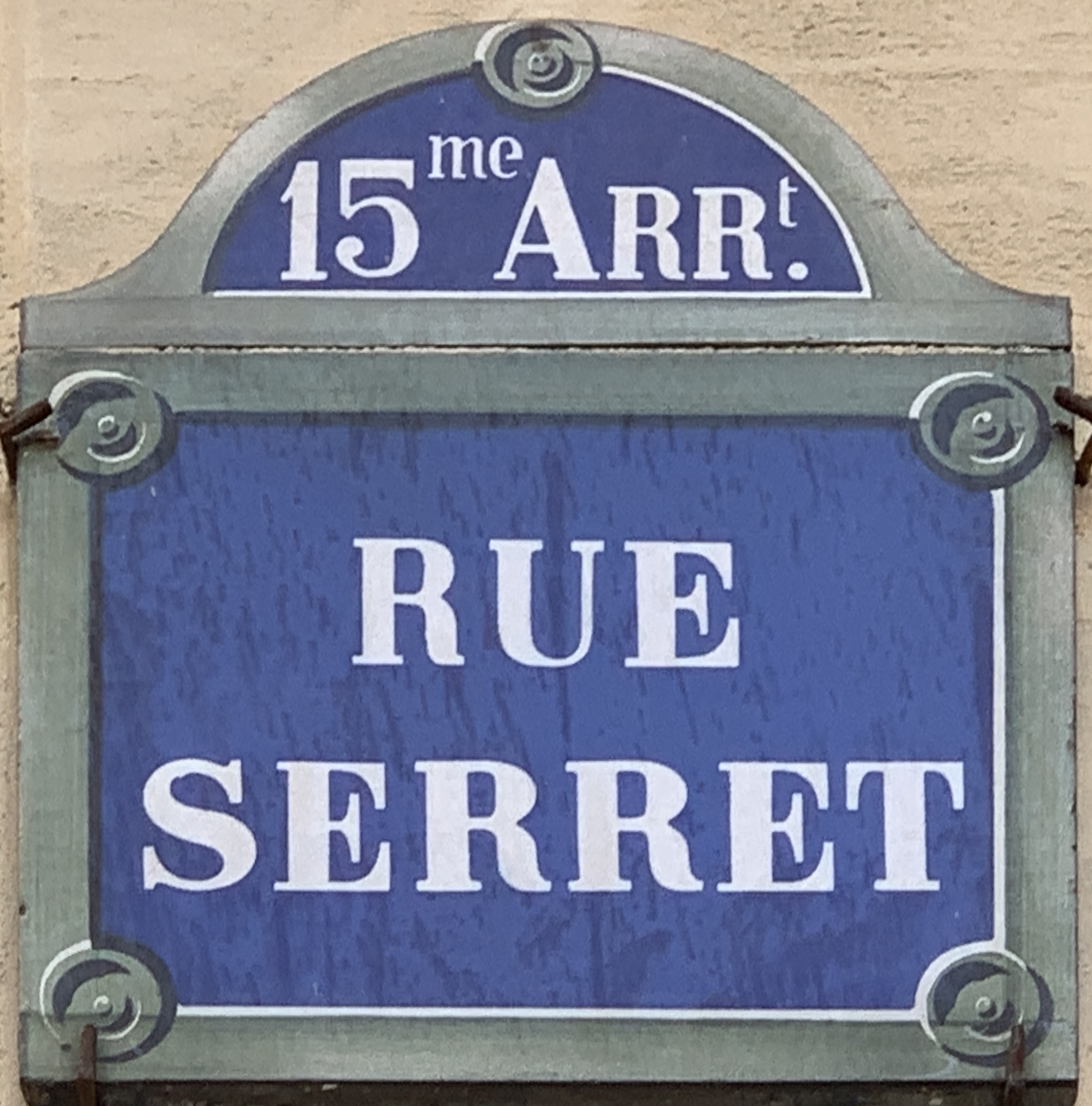
Plaque de la rue.

Elle porte le nom du mathématicien français Joseph-Alfred Serret (1819-1885). 

## Historique
Cette voie est ouverte sous sa dénomination actuelle en 1902.